# الکس راسل (بازیکن فوتبال، زاده ۱۹۷۳)
الکس راسل (انگلیسی: Alex Russell؛ زادهٔ ۱۷ مارس ۱۹۷۳) بازیکن فوتبال اهل بریتانیا است.
از باشگاه‌هایی که در آن بازی کرده‌است می‌توان به باشگاه فوتبال چلتنهام تاون، و باشگاه فوتبال کلیودون پارک، باشگاه فوتبال روچدیل، باشگاه فوتبال بریستول سیتی، باشگاه فوتبال نورث‌همپتون تاون، باشگاه فوتبال تورکی یونایتد، باشگاه فوتبال اکستر سیتی، باشگاه فوتبال یئوویل تاون، باشگاه فوتبال کمبریج یونایتد، باشگاه فوتبال بارسکو، باشگاه فوتبال چلتنهام تاون، و باشگاه فوتبال اکستر سیتی اشاره کرد.